# Liste der gewerblichen Berufsgenossenschaften

Logo der gewerblichen Berufsgenossenschaften

Liste der gewerblichen Berufsgenossenschaften

## 1885
- (1) Knappschafts-Berufsgenossenschaft in Berlin; später umbenannt in Bergbau-Berufsgenossenschaft
- (2) Steinbruchs-Berufsgenossenschaft in Berlin
- (3) Berufsgenossenschaft der Feinmechanik in Berlin
- (4) Süddeutsche Eisen- und Stahl-Berufsgenossenschaft in Frankfurt a. M.
- (5) Südwestdeutsche Eisen- und Stahl-Berufsgenossenschaft in Saarbrücken
- (6) Sächsisch-Thüringische Eisen- und Stahl-Berufsgenossenschaft in Leipzig
- (7) Nordöstliche Eisen- und Stahl-Berufsgenossenschaft in Berlin
- (8) Schlesische Eisen- und Stahl-Berufsgenossenschaft in Breslau
- (9) Nordwestliche Eisen- und Stahl-Berufsgenossenschaft in Hannover; in den 1990er Jahren umbenannt in Norddeutsche Metall-Berufsgenossenschaft; 2007 aufgegangen in der Berufsgenossenschaft Metall Nord Süd
- (10) Rheinisch-Westfälische Hütten- und Walzwerks-Berufsgenossenschaft in Düsseldorf; später umbenannt in Hütten- und Walzwerks-Berufsgenossenschaft; 2011 aufgegangen in der Berufsgenossenschaft Holz und Metall
- (11) Rheinisch-Westfälische Maschinen- und Kleineisenindustrie-Berufsgenossenschaft in Düsseldorf; später umbenannt in Maschinenbau- und Metall-Berufsgenossenschaft; 2011 aufgegangen in der Berufsgenossenschaft Holz und Metall
- (12) Süddeutsche Edel- und Unedelmetallindustrie-Berufsgenossenschaft in Stuttgart; später umbenannt in Edel- und Unedelmetall-Berufsgenossenschaft; 2005 aufgegangen in der Berufsgenossenschaft Metall Süd
- (13) Norddeutsche Edel- und Unedelmetallindustrie-Berufsgenossenschaft in Berlin; auch Norddeutsche Metall-Berufsgenossenschaft genannt
- (14) Berufsgenossenschaft der Musikinstrumentenindustrie in Leipzig
- (15) Glas-Berufsgenossenschaft in Berlin
- (16) Töpferei-Berufsgenossenschaft in Berlin, 1945 aufgegangen in der Berufsgenossenschaft der keramischen Industrie
- (17) Ziegelei-Berufsgenossenschaft in Berlin, 1945 aufgegangen in der Berufsgenossenschaft der keramischen Industrie
- (18) Berufsgenossenschaft der chemischen Industrie in Berlin
- (19) Berufsgenossenschaft der Gas- und Wasserwerke in Berlin
- (20) Leinen-Berufsgenossenschaft in Bielefeld
- (21) Seiden-Berufsgenossenschaft in Krefeld
- (22) Norddeutsche Textil-Berufsgenossenschaft in Berlin
- (23) Süddeutsche Textil-Berufsgenossenschaft in Augsburg
- (24) Schlesische Textil-Berufsgenossenschaft in Breslau
- (25) Elsaß-Lothringische Textil-Berufsgenossenschaft in Mülhausen i. E.
- (26) Rheinisch-Westfälische Textil-Berufsgenossenschaft in Mönchengladbach
- (27) Sächsische Textil-Berufsgenossenschaft in Leipzig
- (28) Papiermacher-Berufsgenossenschaft in Berlin;
- (29) Papierverarbeitungs-Berufsgenossenschaft in Berlin;
- (30) Lederindustrie-Berufsgenossenschaft in Mainz
- (31) Sächsische Holz-Berufsgenossenschaft in Dresden
- (32) Norddeutsche Holz-Berufsgenossenschaft in Berlin
- (33) Bayerische Holz-Berufsgenossenschaft in München
- (34) Südwestdeutsche Holz-Berufsgenossenschaft in Stuttgart
- (35) Müllerei-Berufsgenossenschaft in Berlin
- (36) Nahrungsmittelindustrie-Berufsgenossenschaft in Mannheim
- (37) Zucker-Berufsgenossenschaft in Berlin
- (38) Brennerei-Berufsgenossenschaft in Berlin; 1902 umbenannt in Molkerei-, Brennerei- und Stärke-Industrie-Berufsgenossenschaft
- (39) Brauerei- und Mälzerei-Berufsgenossenschaft in Frankfurt a. M.
- (40) Tabak-Berufsgenossenschaft in Berlin
- (41) Bekleidungsindustrie-Berufsgenossenschaft in Berlin
- (42) Berufsgenossenschaft der Schornsteinfegermeister in Berlin
- (43–54) zwölf Baugewerks-Berufsgenossenschaft
- (55) Deutsche Buchdrucker-Berufsgenossenschaft in Leipzig
- (56) Privatbahn-Berufsgenossenschaft in Lübeck, 1948 aufgegangen in Berufsgenossenschaft der Straßen-, Privat- und Kleinbahnen
- (57) Straßenbahn-Berufsgenossenschaft in Berlin; 1901 umbenannt in Straßen- und Kleinbahn-Berufsgenossenschaft, 1948 aufgegangen in Berufsgenossenschaft der Straßen-, Privat- und Kleinbahnen
- (58) Speditions-, Speicherei- und Kellerei-Berufsgenossenschaft in Berlin
- (59) Fuhrwerks-Berufsgenossenschaft in Berlin
- (60) Westdeutsche Binnenschiffahrts-Berufsgenossenschaft in Duisburg
- (61) Elbschiffahrts-Berufsgenossenschaft in Magdeburg
- (62) Ostdeutsche Binnenschiffahrts-Berufsgenossenschaft in Bromberg

## 1887
- (63) See-Berufsgenossenschaft in Hamburg
- (64) Tiefbau-Berufsgenossenschaft in Berlin

## 1897
- (65) Fleischerei-Berufsgenossenschaft in Lübeck; abgespalten von der Nahrungsmittelindustrie-Berufsgenossenschaft; 2011 aufgegangen in der Berufsgenossenschaft Nahrungsmittel und Gastgewerbe

## 1912
- (68) Versicherungsgenossenschaft der Privatfahrzeug- und Reittierbesitzer, 1921 umbenannt in Genossenschaft für die Reichsunfallversicherung der Fahrzeug- und Reittierhaltungen, 1929 umbenannt in Genossenschaft für die reichsgesetzliche Unfallversicherung, 1954 umbenannt in Berufsgenossenschaft der Banken, Versicherungen, Verwaltungen, freien Berufe und besonderer Unternehmen – Verwaltungs-Berufsgenossenschaft

## 1929
- Berufsgenossenschaft für Gesundheitsdienst und Wohlfahrtspflege

## 1945
- Berufsgenossenschaft der keramischen Industrie, entstanden aus Fusion von Ziegelei-Berufsgenossenschaft und Töpferei-Berufsgenossenschaft, 1947 aufgegangen in Berufsgenossenschaft der keramischen und Glas-Industrie

## 1947
- Berufsgenossenschaft der keramischen und Glas-Industrie, entstanden aus Fusion von Berufsgenossenschaft der keramischen Industrie und Glas-Berufsgenossenschaft, 2009 aufgegangen in Verwaltungs-Berufsgenossenschaft – Berufsgenossenschaft der Banken, Versicherungen, Verwaltungen, freien Berufe, besonderen Unternehmen sowie Unternehmen der keramischen und Glas-Industrie

## 1948
- Berufsgenossenschaft der Straßen-, Privat- und Kleinbahnen, entstanden aus Fusion von Privatbahn-Berufsgenossenschaft und Straßen- und Kleinbahn-Berufsgenossenschaft, 1954 umbenannt in Berufsgenossenschaft der Straßen-, U-Bahnen und Eisenbahnen

## 2000er
- Berufsgenossenschaft der Bauwirtschaft; entstanden durch Fusion der regionalen Bau-Berufsgenossenschaften und der Tiefbau-Berufsgenossenschaft
- Berufsgenossenschaft Rohstoffe und chemische Industrie; entstanden durch Fusion der Berufsgenossenschaft der chemischen Industrie mit der Steinbruchs-Berufsgenossenschaft und der Bergbau-Berufsgenossenschaft

## 2005
- Berufsgenossenschaft Metall Süd, entstanden durch Fusion der Süddeutschen Metall-Berufsgenossenschaft mit der Edel- und Unedelmetall-Berufsgenossenschaft, 2007 aufgegangen in der Berufsgenossenschaft Metall Nord Süd

## 2007
- Berufsgenossenschaft Metall Nord Süd, entstanden durch Fusion der Norddeutschen Metall-Berufsgenossenschaft mit der Berufsgenossenschaft Metall Süd, 2011 aufgegangen in der Berufsgenossenschaft Holz und Metall

## 2008
- Berufsgenossenschaft Handel und Warendistribution, entstanden durch Fusion von Großhandels- und Lagerei-Berufsgenossenschaft und Berufsgenossenschaft für den Einzelhandel, 2015 umbenannt in Berufsgenossenschaft Handel und Warenlogistik

## 2009
- Verwaltungs-Berufsgenossenschaft – Berufsgenossenschaft der Banken, Versicherungen, Verwaltungen, freien Berufe, besonderen Unternehmen sowie Unternehmen der keramischen und Glas-Industrie, entstanden durch Fusion der Verwaltungs-Berufsgenossenschaft und der Berufsgenossenschaft der keramischen und Glas-Industrie

## 2010
- Berufsgenossenschaft Energie Textil Elektro Medienerzeugnisse, entstanden durch Fusion der Berufsgenossenschaft Energie Textil Elektro mit der Berufsgenossenschaft Druck und Papierverarbeitung
- Berufsgenossenschaft für Transport und Verkehrswirtschaft, entstanden durch Fusion der  See-Berufsgenossenschaft und der Berufsgenossenschaft für Fahrzeughaltungen,  2016 aufgegangen in der Berufsgenossenschaft Verkehrswirtschaft Post-Logistik Telekommunikation
- Verwaltungs-Berufsgenossenschaft – Berufsgenossenschaft der Banken, Versicherungen, Verwaltungen, freien Berufe, besonderen Unternehmen, Unternehmen der keramischen und Glas-Industrie sowie Unternehmen der Straßen-, U-Bahnen und Eisenbahnen, entstanden durch Fusion der 2009 gegründeten Verwaltungs-Berufsgenossenschaft und der Berufsgenossenschaft der Straßen-, U-Bahnen und Eisenbahnen

## 2011
- Berufsgenossenschaft Holz und Metall, entstanden durch Fusion der Hütten- und Walzwerks-Berufsgenossenschaft, der Maschinenbau- und Metall-Berufsgenossenschaft, der Berufsgenossenschaft Metall Nord Süd und der Holz-Berufsgenossenschaft
- Berufsgenossenschaft Nahrungsmittel und Gastgewerbe, entstanden durch Fusion der Berufsgenossenschaft Nahrungsmittel und Gaststätten mit der Fleischerei-Berufsgenossenschaft

## 2016
- Berufsgenossenschaft Verkehrswirtschaft Post-Logistik Telekommunikation, entstanden durch Fusion der Berufsgenossenschaft für Transport und Verkehrswirtschaft und der Unfallkasse Post und Telekom